# Siergiej Szachraj (łyżwiarz figurowy)
Siergiej Siemionowicz Szachraj, ros. Серге́й Семёнович Шахрай (ur. 28 czerwca 1958 w Moskwie) – radziecki łyżwiarz figurowy, startujący w parach sportowych z Mariną Czerkasową. Wicemistrz olimpijski z Lake Placid (1980), mistrz (1980) i wicemistrz świata (1979), mistrz (1979) i dwukrotny wicemistrz Europy (1978, 1980), dwukrotny mistrz Związku Radzieckiego (1978, 1979). 
Czerkasowa i Szachraj rozpoczęli wspólną jazdę w 1976 roku mając kolejno 12 i 18 lat. Czerkasowa miała wtedy 138 cm wzrostu, a różnica wzrostu między partnerami wynosiła wtedy aż 38 cm. W 1979 roku zdobyli tytuł mistrzów Europy, a w ciągu kolejnego roku, 16-letnia Czerkasowa urosła aż 20 cm, co wpłynęło na elementy techniczne pary. Pomimo tego para odnosiła kolejne sukcesy m.in. zdobyli wicemistrzostwo olimpijskie 1980 w Lake Placid, gdy Czerkasowa miała jedynie 15 lat i 93 dni co czyniło ją wtedy najmłodszą medalistką olimpijską w łyżwiarstwie figurowym. W 1981 roku Czerkasowa i Szachraj rozstali, a głównym powodem był zbyt wysoki wzrost i waga Mariny (45 kg). 
Po zakończeniu kariery sportowej Szachraj został trenerem łyżwiarstwa, na początku w Rosji, a od lat 90. XX wieku w Australii. 

## Osiągnięcia
Z Mariną Czerkasową
| Zawody               | 76–77          | 77–78          | 78–79          | 79–80          | 80–81          |                |                |                |                |                |                |                |                |                |                |                |                |
| Międzynarodowe       | Międzynarodowe | Międzynarodowe | Międzynarodowe | Międzynarodowe | Międzynarodowe | Międzynarodowe | Międzynarodowe | Międzynarodowe | Międzynarodowe | Międzynarodowe | Międzynarodowe | Międzynarodowe | Międzynarodowe | Międzynarodowe | Międzynarodowe | Międzynarodowe | Międzynarodowe |
| -------------------- | -------------- | -------------- | -------------- | -------------- | -------------- | -------------- | -------------- | -------------- | -------------- | -------------- | -------------- | -------------- | -------------- | -------------- | -------------- | -------------- | -------------- |
| Igrzyska olimpijskie |                |                |                | 2              |                |                |                |                |                |                |                |                |                |                |                |                |                |
| Mistrzostwa świata   | 4              | 4              | 2              | 1              | 4              |                |                |                |                |                |                |                |                |                |                |                |                |
| Mistrzostwa Europy   | 3              | 2              | 1              | 2              | 3              |                |                |                |                |                |                |                |                |                |                |                |                |
| Prize of Moscow News | 1              |                |                |                |                |                |                |                |                |                |                |                |                |                |                |                |                |
| Krajowe              |                |                |                |                |                |                |                |                |                |                |                |                |                |                |                |                |                |
| Mistrzostwa ZSRR     | 3              | 1              | 1              |                | 3              |                |                |                |                |                |                |                |                |                |                |                |                |